# Mariano Donda
Mariano Martín Donda est un footballeur argentin (né à Buenos Aires, le 24 mars 1982), évoluant au poste de milieu de terrain.

## Biographie
Mariano Donda fait des débuts tardifs en équipe professionnel : il débute en deuxième division argentine dans le club de Buenos Aires appelé Nueva Chicago lors de la saison 2004-05. Il joue 6 matchs et marque 2 buts lors de la première saison. Il devient titulaire dans le club dès la deuxième saison : le Torneo Apertura se solde par une très décevante 17e place, mais l'équipe remporte le championnat Clausura. Le club obtient sa montée en première division après sa victoire en barrage contre le Club Atlético Belgrano (3-1, 3-3). Donda joue 34 matchs pour 2 buts marqués. 
Mariano Donda est toujours titulaire lors de sa première saison dans l'élite argentine. En Apertura, le club termine à une modeste 14e place, la même qu'il obtiendra au terme de la Clausura. La relégation se jouant en Argentine sur les résultats des 3 dernières saisons, le club doit jouer un barrage pour sauver sa tête en première division : le club est éliminé par le Club Atlético Tigre (0-1, 1-2). Toutefois, le match retour est émaillé d'incidents, envers l'arbitre et les supporters adverses dont l'un trouve la mort. Le club sera rétrogradé et pénalisé de 18 points, prélude à une rétrogradation en 3e division. Donda aura joué cette saison 35 matchs pour 3 buts. 
Mais Donda ne retournera pas en deuxième division argentine : il signe à l'été 2007 un contrat de 4 ans avec l'AS Bari. Lors de sa première saison en Italie, il est utilisé avec régularité jouant 29 matchs pour 2 buts marqués. L'équipe termine 11e. Il participe dès la saison à assurer la montée pour le club des Pouilles et même la victoire en championnat avec ses 26 matchs et 1 but. La saison 2009-10, sa première en Serie A, est toutefois un échec. Blessé de façon récurrente au genou gauche et droit, il part se faire opérer en Argentine, ne revenant que tardivement et mettant du temps à récupérer de sa blessure. Son temps d'absence a été pallié par les autres joueurs de l'équipe et Donda ne descendra pas sur le terrain durant cette saison.
Fin juillet 2010, le club annonce avoir rompu le contrat avec le joueur, étant donné la succession de blessure l'ayant handicapé dans ses performances.

## Clubs
- 2004-2007 : Nueva Chicago
- 2007-2010 : AS Bari

## Palmarès
- 1 championnat de Serie B : 2008-09 AS Bari